# Аксёнов, Юрий Сергеевич
Юрий Сергеевич Аксёнов (Фетискин) (4 сентября 1931 года, Москва — 1 июля 1998 года) — советский футболист, нападающий. Член КПСС с 1961 года.

## Карьера
Начинал карьеру в Москве, в секции Стадиона Юных пионеров. На взрослом уровне начал выступать за московские «Крылья Советов» в турнире коллективов физкультуры.
Чемпион Москвы по теннису среди мальчиков 1945 года. Тренер Е. С. Теплякова.
В 1950 году дебютировал в высшем дивизионе Чемпионата СССР, провёл 4 матча за московский «Локомотив». С 1951 по 1953 году играл за команду Московского военного округа, представлявшую Калинин и Москву, в турнирах классов «А» и «Б». Провёл за команду 17 матчей и забил 7 голов. С лета 1953 по лето 1954 числился в московском «Торпедо», но не провёл за него ни одного матча. В 1954 году перешёл в ЦДСА. Первый матч за новую команду провёл 1 мая против минского «Спартака», единственный гол забил в матче против «Локомотива» (Харьков). Всего за армейский клуб провёл 4 матча.
После ухода из ЦДСА вернулся в Калинин, выступал за местный «Спартак», позднее играл за команду Группы советских войск в Германии и за калининскую «Волгу», в составе которой провёл 50 матчей, забив 5 голов.
С 1969 года преподаватель физического воспитания Московского химико-технологического института им. Д. И. Менделеева.

## Образование
Окончил школу тренеров по футболу Государственного центрального ордена Ленина института физической культуры имени И. В. Сталина.
В 1968 году окончил Государственный центральный ордена Ленина институт физической культуры по специальности физическая культура и спорт (футбол).
В 1972 году окончил философский факультет Университета марксизма-ленинизма при МГК КПСС.

## Семья
- Жена — Сергеева Валентина Ивановна.
- Сын — Фетискин Евгений Юрьевич (1958 г. р.)[1].

## Достижения
- Финалист Кубка СССР: 1951
- Победитель первенства СССР в классе «Б»: 1951